# Archibald Black
Pour les articles homonymes, voir Black.
Archibald Black, né le 17 mai 1883 à Winnipeg et mort le 14 mai 1956 à Vancouver, est un rameur d'aviron canadien.

## Palmarès

### Jeux olympiques
- Paris 1924
  -  Médaille d'argent en deux barré[1].